# Cosciniopsis globosa
Cosciniopsis globosa är en mossdjursart. Cosciniopsis globosa ingår i släktet Cosciniopsis och familjen Gigantoporidae.
Artens utbredningsområde är Röda havet. Inga underarter finns listade i Catalogue of Life.